# 碳化十五羰基五锇
碳化十五羰基五锇是一种有机锇化合物，化学式为Os5C(CO)15，它与Fe5C(CO)15同构（但不同晶）。它可在十八羰基六锇的热分解反应中产生。它在回流条件下可以和醇（ROH）反应，生成HOs5C(CO)14(CO2R)。